# Leighton Baines
Leighton John Baines (Kirkby, Liverpool, 11. prosinca 1984.) bivši je engleski nogometaš koji je igrao na položaju lijevog braniča.
Seniorsku karijeru započeo je u Wiganu s kojim osvaja Treću ligu u sezoni 2002./03 i ulazi u Premiership drugim mjestom u Drugoj ligi 2004./05. S Wiganom postaje viceprvak engleskog Liga kupa već sljedeće godine, a netom prije početka sezone 2007./08. prelazi u redove Evertona, svog juniorskog kluba. Nastupao je i za englesku juniorsku reprezentaciju, a zatim naslijedio Ashleyja Colea na mjestu stožernog lijevog braniča seniorske.
Uz obrambene sposobnosti jednoga „beka”, krase ga iznimna tehnika, jaka i precizna lijeva noga, izvanredan pregled i razumijevanje igre, prodornost po boku i opasno izvođenje prekida. Iako prvenstveno drži lijevu stranu Evertonove obrane, sve svoje napadačke kvalitete istaknuo je u sezoni 2012./13. kada namješta preko 100 stvorenih prilika za postizanje pogodaka suigračima, više od bilo kojeg drugog igrača u europskim ligama.

## Klupska karijera

### Wigan Athletic
Debitirao je za prvu momčad Wigana kao 17-godišnjak u Trećoj ligi 2002./03. Do kraja sezone, u kojoj Wigan osvaja prvenstvo i napreduje u Drugu ligu, upisao je još pet nastupa na položaju lijevoga „beka”. Wigan već u prvom pokušaju dolazi na korak do doigravanja za Premiership, a mladi Baines još uvijek uči i prilagođava se tjelesno zahtjevnom natjecanju. Wigan sljedeće sezone napreduje do drugog mjesta i izravnog plasmana u elitni razred engleskog nogometa. Baines, tada još 20-godišnjak, borio se u početnom sastavu na svojem prirodnom položaju čitavu sezonu, u ligi gdje su krilni braniči tradicionalno pod izrazitim pritiskom dvostrukih protivničkih bokova u postavi 4—4—2 ili nekoj njenoj bliskoj inačici.
U veljači 2005., dok je Wigan još nastupao u Championshipu, potpisao je novi ugovor s klubom usprkos zanimanju Evertona, Arsenala i Manchester Uniteda. Štoviše, obnavlja ga još jednom unutar prvih nekoliko mjeseci u elitnom razredu. Wigan do kraja sezone bilježi nastup u završnici Liga kupa kojeg gubi od Uniteda rezultatom 0 : 4. Nastupao je za klub do ljeta 2007. Nedugo prije odlaska, odigrao je sve utakmice Europskog prvenstva za igrače do 21 godine, gdje juniorska reprezentacija Engleske ispada u polufinalu od domaćina Nizozemske nakon izvođenja kaznenih udaraca. 

### Everton
Baines na ljeto 2007. prelazi u redove Evertona, kluba u kojem je trenirao kao mladić, za 6 milijuna funti. Osim njega, trener Moyes u istom prijelaznom roku doveo je središnjeg braniča Phila Jagielku i veznjaka Stevena Pienaara. Rane ozljede spriječile su ga da nastupi u prvoj utakmici lige, baš protiv Wigana, ali i tijekom većine ostatka svoje debitantske sezone u klubu. Već početkom sljedeće sezone Joseph Yobo, središnji branič, biva ozlijeđen; Joleon Lescott vratio se u sredinu obrane s lijevog boka, a na upražnjeno mjesto dolazi upravo Baines. Priliku koristi na najbolji mogući način, osvojivši usput i naslov za najboljeg igrača kluba dva mjeseca zaredom. Prvi pogodak zabio je iz slobodnog udarca Portsmouthu 21. ožujka 2009. u 57. utakmici za klub u svim natjecanjima.

#### 2010. —
U ožujku 2010. debitira za reprezentaciju Engleske u prijateljskoj utakmici protiv Egipta. Iako je pozvan na pripreme za nadolazeće Svjetsko prvenstvo, izbornik Capello odlučio se za Ashleyja Colea i Stephena Warnocka, igrača Aston Ville koji je odigrao ukupno šest minuta za reprezentaciju. Do kraja klupske sezone podijelio je devet asistencija, najviše za jednog braniča Premiershipa unatrag deset godina.
Baines doživljava procvat sljedećih sezona. Prvo je, u sezoni 2010./11., izborio naslove najboljeg Evertonova igrača po mišljenju navijača i suigrača te strijelca najljepšeg pogotka za klub, a većina novinara uvrstila ga je u najbolju momčad te godine. Uz prelijep pogodak Chelseaju, postigao ih je još šest. Sljedeće sezone Udruženje igrača Premiershipa izabire ga u momčad godine. Izbornik Hodgson poziva ga zatim u reprezentaciju za EURO u Poljskoj i Ukrajini. Tamo ipak ne bilježi nastup pored Colea, a Engleska ispada u četvrtzavršinici od Italije nakon izvođenja jedanaesteraca.
U sezoni 2012./13. Baines je bio jedini igrač u polju koji je odigrao svaku minutu svih 38 utakmica. Stvorio je 116 prilika za pogodak klupskim kolegama samo u ligi, više od ijednog igrača u svim europskim natjecanjima te godine. Ponovno je uvršten u momčad godine Premiershipa. Everton odbija Moyesovu ponudu, koji je tog ljeta postao Unitedov trener, pa Baines ostaje u klubu. Pod novim trenerom Martínezom, koji je također dio svoje igračke i trenerske karijere proveo u Wiganu, Everton započinje svoj put prema vrhu. Prvu sezonu okončali su na petom mjestu, sedam bodova iza Arsenala i mjesta u posljednjem pretkolu Lige prvaka. Sezonu 2014./15. otvorili su pri začelju, doduše uz izrazito težak raspored u prvim kolima. Baines 5. listopada prvi put u premierligaškoj karijeri ne iskorištava jedan kazneni udarac. Naime, krajem prvog poluvremena na Old Traffordu David de Gea odbija loptu iz svog donjeg desnog kuta. Everton nije oplemenio završnu opsadu Unitedova gola izjednačujućim pogotkom; ostalo je 2 : 1.

## Međunarodna karijera
Debitirao je za juniorsku reprezentaciju 2006. u kvalifikacijskom ogledu u gostima Austriji. Krajem te godine zabio je svoj jedini pogodak za U21 u prvoj utakmici razigravanja protiv Njemačke, a Engleska prolazi na završni turnir. Reprezentacija u skupini igra 0 : 0 s Češkom, 2 : 2 s Italijom i 2 : 0 protiv Srbije u odlučujućoj utakmici. U polufinalu gube od domaćina Nizozemske nakon šesnaest serija kaznenih udaraca.
Bainesu je nakon dužeg čekanja otvoren put do reprezentacije povlačenjem Waynea Bridgea s međunarodne scene. Debitira 2010. na Wembleyu protiv Egipta, nastupa još jednom u svibnju, ali Capello na SP u JAR-u poziva Stephena Warnocka, igrača sa šest minuta reprezentativnog nogometa u nogama, uz neizbježnog Colea. Natjecateljski debi obilježava asistencijom Ashleyju Youngu za izjednačujući pogodak na Wembleyu protiv Švicarske i konačni rezultat 2 : 2. Ne nastupa ni jednom na Europskom prvenstvu pored Ashleyja Colea.
Međutim, Cole odlazi iz reprezentacije odmah nakon Prvenstva pa Baines zauzima mjesto lijevog braniča. Prvi pogodak za reprezentaciju zabio je 7. rujna 2012. Moldaviji u pobjedi 5 : 0 tijekom kvalifikacija za SP u Brazilu. 

## Vanjske poveznice
- Profil na Transfermarktu
- Profil na Soccerwayu  Arhivirana inačica izvorne stranice od 10. veljače 2017. (Wayback Machine)